# Arsuk
Arsuk [ˈɑsːuk] (nach alter Rechtschreibung ebenfalls Arsuk) ist eine grönländische Siedlung im Distrikt Paamiut in der Kommuneqarfik Sermersooq.

## Lage
Arsuk liegt am Südufer eines größeren fjordreichen Ausläufers des grönländischen Festlandes. Nördlich liegt das Wahrzeichen, der 1418 m hohe Berg Kuunnaat, westlich die Bucht Paatusoq, östlich die Bucht Eqaluit und südlich der Sund Torsukattak. Am anderen Ufer des Fjords liegt die große Insel Arsuutaa (dänisch Arsuk Ø). Die nur 70 Meter breite Meerenge Ikerasaarsuk (dänisch Karsakken) trennt den Ilorput (Arsukfjord) ab, an dessen Ufer Ivittuut und Kangilinnguit liegen. Die einzige andere Stadt im Distrikt, Paamiut liegt etwa 110 Kilometer nordwestlich. Arsuk ist der südlichste Ort der Kommune.

## Geschichte

### 19. Jahrhundert
Bereits Ende des 18. Jahrhunderts lebten 136 Menschen im Fjord. Arsuk wurde offiziell am 1. September 1805 von Jonas Jansen Berglund als Udsted gegründet. Nach anderen Quellen geschah die Gründung bereits 1803. Ursprünglich war der Ortsname Putugoq (deutsch Großer Zeh), wurde aber 1810 in Arsuk (deutsch der Liebenswerte) umgetauft, da die Bewohner von der gegenüberliegenden Insel ihren Ortsnamen hierher mitnahmen.
1812 wurde die Bevölkerung in Arsuk von Carl Ludwig Giesecke als eine der wildesten Südgrönlands bezeichnet.
1864 wurde östlich von Arsuk Ivittuut gegründet. Im dortigen Bergwerk arbeiteten viele Europäer, mit denen die Bewohner von Arsuk (Arsummiut) verkehrten. In der Folge traten übermäßig häufig Geschlechtskrankheiten wie Syphilis auf, sodass 1882 ein Krankenhaus gebaut wurde, was äußerst unüblich für die damalige Zeit war. Bis 1892 gab es einen festangestellten Arzt in Arsuk. Die Probleme besserten sich nur langsam und 1912 wurde beschlossen, dass Arsuk nicht von außen betreten werden durfte und die Arsummiut den Ort ebenfalls nicht verlassen durften. Um Handel zu betreiben, durften Männer sich maximal einen Tag in Ivittuut aufhalten. Auch die Arbeiter dort durften Ivittuut nicht verlassen.

### 20. Jahrhundert
Ab 1911 war Arsuk eine eigene Gemeinde im Kolonialdistrikt Frederikshaab, der noch Ivittuut angehörte. Sie war Teil des 6. Landesratswahlkreises Südgrönlands.
1918 lebten in Arsuk ein Europäer und 121 Grönländer, die in 15 Häusern lebten. Als Folge der häufigen Zusammenkünfte von Frauen aus Arsuk und der Arbeiter aus Ivittuut waren überdurchschnittlich viele Bewohner Arsuks europäischer Abstammung. Die Häuser waren vergleichsweise gut gebaut, weil die Arsummiut offensichtlich über die finanziellen Mittel verfügten, um Baumaterialien beschaffen zu können. Die Wohnung des Udstedsverwalters war mit 112 m² ebenfalls recht groß. Sie war ein bretterverkleideter Fachwerkbau von 1883, hatte fünf Zimmer im Erdgeschoss, von denen zwei für den Arzt gedacht waren. Im Dachgeschoss befand sich ein Laden. Es gab ein Speckhaus mit Proviantlager, das 1885 gebaut wurde und einen Kohlenschuppen und einen Ziegenstall umfasste. Die Schulkapelle stammte aus dem Jahr 1891. Sie war aus Holz gebaut und 46 m² groß mit einer Deckenhöhe von 2,6 m. In ihr befanden sich ein Altar, eine Kniefallbank, ein Predigtpult und eine Orgel. Das Schulzimmer befand sich im Dachgeschoss und war 24 m² groß. Die Kapelle wurde von einem ausgebildeten Katecheten geleitet. Es gab außerdem eine Hebamme im Ort. Wegen der eingeschränkten Handelsmöglichkeiten wurde in Arsuk kaum Kajakjagd betrieben, sondern es wurden Fische gefangen und Vögel und Rentiere gejagt. Aus den Handelsdaten lässt sich schließen, dass die Bewohner in Arsuk dreimal so vermögend waren, wie die in Kuannit und mehr als doppelt so sehr wie die in Narsalik.
Um 1920 wurden in Arsuk mehrere Packhäuser und eine Salzerei errichtet. 1930 wurde eine Kirche gebaut und 1934 eine Schule. Erst 1931 wurden die Absperrungsregeln um Arsuk und Ivittuut gelockert. Ivittuut durfte nun weiterhin für einen Tag von den Arsummiut betreten werden, aber ohne triftigen Grund von niemandem sonst. Frauen durften Ivittuut weiterhin gar nicht besuchen. Die Arbeiter in Ivittuut durften sich nun aber frei bewegen und Arsuk war ebenfalls für jeden wieder zugänglich. 1942 bauten einige Arbeiter aus Ivittuut 1,8 km östlich von Arsuk einige Häuser für ihre grönländischen Familien. Dieser Wohnplatz war nicht offiziell und trug den Namen Suffi (dänisch Fortunahavn). 1942 wurden 20 Einwohner gezählt und 1943 23. Anschließend wurde Suffi als Teil von Arsuk betrachtet.
1950 wurde Arsuk in die Gemeinde Paamiut eingemeindet. Bis 1950 war die Einwohnerzahl auf 328 Personen gestiegen, was für damalige Verhältnisse ungemein viel war und fast einer Stadt entsprach. 1953 wurden ein neuer Laden und eine Telestation gebaut und 1954 eine Werkstatt. 1958 wurden eine Krankenstation und ein Versammlungsgebäude mit Kino errichtet. Aus dem Jahr 1959 stammt ein Waschgebäude. In den 1960er Jahren wurde die Schule wegen der wachsenden Bevölkerung zweimal ausgebaut. 1965 wurde ein Kindergarten errichtet und im selben Jahr ein Kraftwerk, womit die öffentlichen Einrichtungen mit Strom versorgt wurden. 1968 wurde ein weiterer privater Laden errichtet.
1960 lebten 358 Menschen in Arsuk und 1970 376. Während des Fischbooms war Arsuk eines der vermögendsten Dörfer der Welt. Die Schule wurde 1980, 1992 und 2001 vergrößert, selbst wenn die Bevölkerungszahl längst stark fiel, weil die Dorsche und Lachse verschwunden waren. 2009 wurde Arsuk ein Teil der Kommuneqarfik Sermersooq.
In der Nähe von Arsuk lassen sich noch Überreste der Grænlendingar in Form von Siedlungen und anderen Bauten finden, die hier im späten Mittelalter herkamen und später unter ungeklärten Umständen wieder ausstarben.

## Liste der Kolonialangestellten
Arsuk war zeitweise Sitz eines eigenen Arztes, obwohl der Kolonialdistrikt Frederikshaab zum Arztdistrikt Godthaab gehörte.
- 1882–1885: Balduin Fernando Sørensen
- 1886–1887: Carl Lorentzen
- 1887–1888: Poul Johannes Østerbye
- 1889–1890: Thomas Neergaard Krabbe
- 1891–1892: Waldemar Nielsen-Seest
- 1893:–0000 Otto Helms

## Wirtschaft
Arsuk lebt vom Fischfang. Es gibt hierfür eine Fischfabrik. Zudem ist Arsuk der nördlichste Schafzucht betreibende Ort Grönlands. Weitere Einnahmequellen sind der Tourismus und das Kunsthandwerk. Es gibt zwei Motels in Arsuk.

## Infrastruktur und Versorgung
Der Transport wird zu Fuß oder mit Quads und Schneemobilen erledigt. Zudem ist existiert über dem Heliport Arsuk eine Flugverbindung nach Qaqortoq.
Müll wird deponiert und in der 1999 eröffneten Müllverbrennungsanlage verbrannt, während Abwasser ins Meer geleitet wird. Nukissiorfiit versorgt die Bewohner mit Strom und Wasser. TELE Greenland versorgt den Ort mit Telekommunikationsmitteln.

## Bebauung
In Arsuk gibt es ein Altenheim, seit 1990 einen Kindergarten und seit 1987 ein Servicegebäude sowie eine Filiale von Pilersuisoq. Es gibt eine 1934 errichtete Schule Arsuup Atuarfia, die die Bibliothek beherbergt und Schüler bis zur 10. Klasse unterrichtet. Die Kirche stammt aus dem Jahr 1930. Das Versammlungsgebäude und die Krankenstation wurden 1958 errichtet. Es gibt einen Fußballplatz und die Möglichkeit Badminton zu spielen.

## Sport
Der 1945 gegründete Fußballverein Pamêĸ-45 Arsuk nahm bis in die 1990er Jahre mehrfach an der Grönländischen Fußballmeisterschaft teil.

## Söhne und Töchter
- Peter Albrechtsen (1891–1929), Landesrat
- Pavia Jakobsen (1897–?), Landesrat
- Nathan Jakobsen (1917–?), Kaufmann und Landesrat
- Ulloriannguaq Kristiansen (1927–1998), Journalist, Schriftsteller, Übersetzer und Redakteur
- Kristian Olsen (1942–2015), Schriftsteller, Dichter, Maler, Übersetzer und Lehrer
- Ruth Heilmann (* 1945), Politikerin (Siumut) und Lehrerin
- Anders Jonas Brøns (1949–2018), Unternehmer
- Alfred Jakobsen (1958–2021), Politiker (Inuit Ataqatigiit)

## Bevölkerungsentwicklung
Nach Ende des Fischbooms begann die Bevölkerungszahl stetig zu sinken. Arsuk gehört zu den Orten mit dem größten Bevölkerungsrückgang.